# Fontana Liri
Fontana Liri – miejscowość i gmina we Włoszech, w regionie Lacjum, w prowincji Frosinone.
Według danych na rok 2004 gminę zamieszkiwało 3215 osób, 214,3 os./km².
Urodził się tutaj włoski aktor Marcello Mastroianni.